# Troisième tour des éliminatoires de la zone Asie de la Coupe du monde de football 2022
Cet article donne les résultats du troisième tour de la zone Asie pour les éliminatoires de la Coupe du monde 2022.

## Format
Au troisième tour, les 12 qualifiés du deuxième tour (les sept vainqueurs de groupe et les cinq meilleurs seconds) sont répartis en deux groupes de six équipes.
Le tirage au sort pour le troisième tour a lieu le 1er juillet 2021.
Au sein d'un groupe, toutes les équipes se rencontrent en matchs aller-retour.
Le barème d'attribution des points est le suivant :
- 3 points pour une victoire.
- 1 point pour un match nul.
- 0 point pour une défaite.

Si deux équipes ou plus terminent à égalité de points dans un groupe, elles sont, conformément aux articles 20.6 et 20.7 des règles de qualification pour la Coupe du Monde 2022,  classées ou départagées suivant les critères, dans l'ordre :
- Différence de buts dans tous les matches de groupe.
- Plus grand nombre de buts marqués dans tous les matches de groupe.
- Plus grand nombre de points obtenus dans les matches entre les équipes concernées.
- Différence de buts résultant des matches entre les équipes concernées.
- Plus grand nombre de buts marqués dans les matches entre les équipes concernées.
- Plus grand nombre de buts marqués à l'extérieur (si seulement deux équipes sont concernées).
- Sous l'approbation du comité d'organisation de la FIFA, organisation d'un match d'appui sur terrain neutre avec éventuels prolongation et tirs au but.

Les deux premiers de chaque groupe se qualifient pour la Coupe du monde de la FIFA 2022, tandis que les troisièmes de groupe disputent un quatrième tour.

## Tirage au sort
Le tirage au sort est effectué le 1er juillet 2021 au siège de l'AFC, à Kuala Lumpur, en Malaisie.
Afin d'obtenir deux groupes aussi équilibrés que possible, les douze équipes ont été réparties au préalable dans six pots contenant chacun deux équipes suivant l'ordre d'un classement FIFA propre à l'Asie, établi le 18 juin 2021. Le nombre de points comptés pour définir l'ordre est mentionné entre parenthèses dans le tableau suivant. Une équipe de chaque pot est ensuite tirée au sort pour être affectée à l'un des deux groupes (A ou B).
| Pot 1 (têtes de série)               | Pot 2                                            | Pot 3                                                         | Pot 4                                | Pot 5                                | Pot 6                                    |
| ------------------------------------ | ------------------------------------------------ | ------------------------------------------------------------- | ------------------------------------ | ------------------------------------ | ---------------------------------------- |
| 1. Japon (1529.45) 2. Iran (1522.04) | 1. Australie (1477.21) 2. Corée du Sud (1474.96) | 1. Arabie saoudite (1386.03) 2. Émirats arabes unis (1362.30) | 1. Irak (1354.51) 2. Chine (1352.68) | 1. Oman (1304.20) 2. Syrie (1302.75) | 1. Viêt Nam (1260.85) 2. Liban (1236.82) |

## Résultats

### Groupe A
| Rang | Équipe              | Pts | J  | G | N | P | Bp | Bc | Diff |  | Résultats (▼ dom., ► ext.) |     |     |     |     |     |     |
| ---- | ------------------- | --- | -- | - | - | - | -- | -- | ---- |  | -------------------------- | --- | --- | --- | --- | --- | --- |
| 1    | Iran                | 25  | 10 | 8 | 1 | 1 | 15 | 4  | +11  |  | Iran                       |     | 1-1 | 1-0 | 1-0 | 1-0 | 2-0 |
| 2    | Corée du Sud        | 23  | 10 | 7 | 2 | 1 | 13 | 3  | +10  |  | Corée du Sud               | 2-0 |     | 1-0 | 0-0 | 2-1 | 1-0 |
| 3    | Émirats arabes unis | 12  | 10 | 3 | 3 | 4 | 7  | 7  | 0    |  | Émirats arabes unis        | 0-1 | 1-0 |     | 2-2 | 2-0 | 0-0 |
| 4    | Irak                | 9   | 10 | 1 | 6 | 3 | 6  | 12 | -6   |  | Irak                       | 0-3 | 0-3 | 1-0 |     | 1-1 | 0-0 |
| 5    | Syrie               | 6   | 10 | 1 | 3 | 6 | 9  | 16 | -7   |  | Syrie                      | 0-3 | 0-2 | 1-1 | 1-1 |     | 2-3 |
| 6    | Liban               | 6   | 10 | 1 | 3 | 6 | 5  | 13 | -8   |  | Liban                      | 1-2 | 0-1 | 0-1 | 1-1 | 0-3 |     |

#### 1rejournée
| 2 septembre 2021 | Corée du Sud    | 0 - 0   | Irak                                   | Stade de la Coupe du monde de Séoul, Séoul  |                                             |
| 20h00 UTC+9      |                 | (0 - 0) |                                        | Spectateurs : 0 Arbitrage : Nawaf Shukralla | Spectateurs : 0 Arbitrage : Nawaf Shukralla |
| 20h00 UTC+9      | Son Joon-Ho 38e | Rapport | 78e Zahra · 81e Al-Ammari · 90e Khalaf | Spectateurs : 0 Arbitrage : Nawaf Shukralla | Spectateurs : 0 Arbitrage : Nawaf Shukralla |

| 2 septembre 2021 | Iran                                           | 1 - 0   | Syrie                      | Stade Azadi, Téhéran                   |                                        |
| 20h30 UTC+4:30   | Jahanbakhsh 56e                                | (0 - 0) |                            | Spectateurs : 0 Arbitrage : Ryūji Satō | Spectateurs : 0 Arbitrage : Ryūji Satō |
| 20h30 UTC+4:30   | Khalilzadeh 45+3e · Mohammadi 63e · Taremi 81e | Rapport | 17e Hamwiah · 76e Kerdagli | Spectateurs : 0 Arbitrage : Ryūji Satō | Spectateurs : 0 Arbitrage : Ryūji Satō |

| 2 septembre 2021 | Émirats arabes unis | 0 - 0   | Liban                              | Stade Zabeel, Dubai                     |                                         |
| 20h45 UTC+4      |                     | (0 - 0) |                                    | Spectateurs : 1 513 Arbitrage : Ma Ning | Spectateurs : 1 513 Arbitrage : Ma Ning |
| 20h45 UTC+4      |                     | Rapport | 49e Michel · 60e Jradi · 80e Ataya | Spectateurs : 1 513 Arbitrage : Ma Ning | Spectateurs : 1 513 Arbitrage : Ma Ning |

#### 2ejournée
| 7 septembre 2021 | Corée du Sud        | 1 - 0   | Liban                                 | Stade de la Coupe du monde de Suwon, Suwon |                                        |
| 20h00 UTC+9      | Kwon Chang-hoon 59e | (0 - 0) |                                       | Spectateurs : 0 Arbitrage : Ryūji Satō     | Spectateurs : 0 Arbitrage : Ryūji Satō |
| 20h00 UTC+9      | Kwon Chang-hoon 62e | Rapport | 49e Maatouk · 57e Shour · 71e El Zain | Spectateurs : 0 Arbitrage : Ryūji Satō     | Spectateurs : 0 Arbitrage : Ryūji Satō |

| 7 septembre 2021 | Syrie        | 1 - 1   | Émirats arabes unis                    | Stade du Roi Abdallah II, Amman ( Jordanie)  |                                              |
| 19h00 UTC+3      | Al-Baher 64e | (0 - 1) | 12e Mabkhout                           | Spectateurs : 2 370 Arbitrage : Ahmed Al-Kaf | Spectateurs : 2 370 Arbitrage : Ahmed Al-Kaf |
| 19h00 UTC+3      | Kroma 79e    | Rapport | 16e Abbas · 49e Ramadan · 51e Mabkhout | Spectateurs : 2 370 Arbitrage : Ahmed Al-Kaf | Spectateurs : 2 370 Arbitrage : Ahmed Al-Kaf |

| 7 septembre 2021 | Irak                                   | 0 - 3   | Iran                                         | Stade international de Khalifa, Doha ( Qatar) |                                     |
| 21h00 UTC+3      |                                        | (0 - 1) | 3e Jahanbakhsh · 69e Taremi · 90e Gholizadeh | Spectateurs : 0 Arbitrage : Ma Ning           | Spectateurs : 0 Arbitrage : Ma Ning |
| 21h00 UTC+3      | Attwan 11e · Ibrahim 39e · Hussein 50e | Rapport | 37e Ezatolahi · 63e Jahanbakhsh              | Spectateurs : 0 Arbitrage : Ma Ning           | Spectateurs : 0 Arbitrage : Ma Ning |

#### 3ejournée
| 7 octobre 2021 | Corée du Sud                          | 2 - 1   | Syrie                      | Stade d'Ansan Wa~, Ansan                          |                                                   |
| 20h00 UTC+9    | Hwang In-beom 47e · Son Heung-min 88e | (0 - 0) | 83e Kharbin                | Spectateurs : 0 Arbitrage : Abdulrahman Al-Jassim | Spectateurs : 0 Arbitrage : Abdulrahman Al-Jassim |
| 20h00 UTC+9    | Lee Yong 34e                          | Rapport | 76e Al Somah · 84e Khribin | Spectateurs : 0 Arbitrage : Abdulrahman Al-Jassim | Spectateurs : 0 Arbitrage : Abdulrahman Al-Jassim |

| 7 octobre 2021 | Irak                              | 0 - 0   | Liban                      | Stade international de Khalifa, Doha ( Qatar) |                                               |
| 17h30 UTC+3    |                                   | (0 - 0) |                            | Spectateurs : 0 Arbitrage : Turki Al-Khudhayr | Spectateurs : 0 Arbitrage : Turki Al-Khudhayr |
| 17h30 UTC+3    | Attwan 6e · Rasan 83e · Tariq 84e | Rapport | 83e Michel · 90+6e Al-Zein | Spectateurs : 0 Arbitrage : Turki Al-Khudhayr | Spectateurs : 0 Arbitrage : Turki Al-Khudhayr |

| 7 octobre 2021 | Émirats arabes unis                         | 0 - 1   | Iran          | Stade Zabeel, Dubai                         |                                             |
| 20h45 UTC+4    |                                             | (0 - 0) | 70e Taremi    | Spectateurs : 3 034 Arbitrage : Chris Beath | Spectateurs : 3 034 Arbitrage : Chris Beath |
| 20h45 UTC+4    | Mohammed 21e · Abdulrahman 74e · Hassan 86e | Rapport | 43e Noorafkan | Spectateurs : 3 034 Arbitrage : Chris Beath | Spectateurs : 3 034 Arbitrage : Chris Beath |

#### 4ejournée
| 12 octobre 2021 | Iran                       | 1 - 1   | Corée du Sud      | Stade Azadi, Téhéran                     |                                          |
| 17h00 UTC+3:30  | Jahanbakhsh 76e            | (0 - 0) | 48e Son Heung-min | Spectateurs : 0 Arbitrage : Ahmed Al-Kaf | Spectateurs : 0 Arbitrage : Ahmed Al-Kaf |
| 17h00 UTC+3:30  | Noorafkan 62e · Azmoun 80e | Rapport |                   | Spectateurs : 0 Arbitrage : Ahmed Al-Kaf | Spectateurs : 0 Arbitrage : Ahmed Al-Kaf |

| 12 octobre 2021 | Syrie                      | 2 - 3   | Liban                            | Stade du Roi Abdallah II, Amman ( Jordanie) |                                             |
| 19h00 UTC+3     | Kharbin 20e · Al Somah 64e | (1 - 2) | 45+1e 45+3e Kdouh · 53e Ali Saad | Spectateurs : 2 377 Arbitrage : Chris Beath | Spectateurs : 2 377 Arbitrage : Chris Beath |
| 19h00 UTC+3     | Oues 81e · Omari 90e       | Rapport | 70e Jalal Kdouh                  | Spectateurs : 2 377 Arbitrage : Chris Beath | Spectateurs : 2 377 Arbitrage : Chris Beath |

| 12 octobre 2021 | Émirats arabes unis           | 2 - 2   | Irak                             | Stade Zabeel, Dubai                        |                                            |
| 20h45 UTC+4     | Correa 34e · Mabkhout 90+4e   | (1 - 0) | 74e (csc) Al-Attas · 89e Hussein | Spectateurs : 2 820 Arbitrage : Ryūji Satō | Spectateurs : 2 820 Arbitrage : Ryūji Satō |
| 20h45 UTC+4     | Salmeen 36e · Abdulrahman 59e | Rapport | 22e Al-Kathem · 90e Hussein      | Spectateurs : 2 820 Arbitrage : Ryūji Satō | Spectateurs : 2 820 Arbitrage : Ryūji Satō |

#### 5ejournée
| 11 novembre 2021 | Corée du Sud                          | 1 - 0   | Émirats arabes unis | Stade de Goyang, Goyang                  |                                          |
| 20h00 UTC+9      | Hwang Hee-chan 36e (pen.)             | (1 - 0) |                     | Spectateurs : 30 152 Arbitrage : Ma Ning | Spectateurs : 30 152 Arbitrage : Ma Ning |
| 20h00 UTC+9      | Jung Woo-Young 43e · Cho Kyu-Sung 44e | Rapport | 90+3e Abbas         | Spectateurs : 30 152 Arbitrage : Ma Ning | Spectateurs : 30 152 Arbitrage : Ma Ning |

| 11 novembre 2021 | Liban    | 1 - 2   | Iran                                                          | Stade municipal de Sidon, Sidon                   |                                                   |
| 14h00 UTC+2      | Saad 37e | (1 - 0) | 90+1e Azmoun · 90+5e Nourollahi                               | Spectateurs : 0 Arbitrage : Abdulrahman Al-Jassim | Spectateurs : 0 Arbitrage : Abdulrahman Al-Jassim |
| 14h00 UTC+2      |          | Rapport | 49e Ghoddos · 51e Jahanbakhsh · 84e Moharrami · 90+6e Hajsafi | Spectateurs : 0 Arbitrage : Abdulrahman Al-Jassim | Spectateurs : 0 Arbitrage : Abdulrahman Al-Jassim |

| 11 novembre 2021 | Irak                       | 1 - 1   | Syrie                                  | Stade Thani bin Jassim, Doha ( Qatar)        |                                              |
| 18h00 UTC+3      | Al-Ammari 86e (pen.)       | (0 - 0) | 79e Al-Somah                           | Spectateurs : 50 Arbitrage : Nawaf Shukralla | Spectateurs : 50 Arbitrage : Nawaf Shukralla |
| 18h00 UTC+3      | Nadhim 32e · Al-Ammari 87e | Rapport | 84e Ashkar · 90e Hamwiah · 90e Al-Awas | Spectateurs : 50 Arbitrage : Nawaf Shukralla | Spectateurs : 50 Arbitrage : Nawaf Shukralla |

#### 6ejournée
| 16 novembre 2021 | Liban | 0 - 1   | Émirats arabes unis                          | Stade municipal de Sidon, Sidon                     |                                                     |
| 14h00 UTC+2      |       | (0 - 0) | 85e (pen.) Mabkhout                          | Spectateurs : 0 (huis-clos) Arbitrage : Shaun Evans | Spectateurs : 0 (huis-clos) Arbitrage : Shaun Evans |
| 14h00 UTC+2      |       | Rapport | 43e Mohammed · 80e Alzaabi · 90+5e Tagliabué | Spectateurs : 0 (huis-clos) Arbitrage : Shaun Evans | Spectateurs : 0 (huis-clos) Arbitrage : Shaun Evans |

| 16 novembre 2021 | Irak      | 0 - 3   | Corée du Sud                                                      | Stade Thani bin Jassim, Doha ( Qatar)                   |                                                         |
| 18h00 UTC+3      |           | (0 - 1) | 33e Lee Jae-sung · 74e (pen.) Son Heung-min · 80e Jeong Woo-yeong | Spectateurs : 0 (huis-clos) Arbitrage : Ilgiz Tantashev | Spectateurs : 0 (huis-clos) Arbitrage : Ilgiz Tantashev |
| 18h00 UTC+3      | Adnan 69e | Rapport | 90+4e Hong Chul                                                   | Spectateurs : 0 (huis-clos) Arbitrage : Ilgiz Tantashev | Spectateurs : 0 (huis-clos) Arbitrage : Ilgiz Tantashev |

| 16 novembre 2021 | Syrie      | 0 - 3   | Iran                                             | Stade du Roi Abdallah II, Amman ( Jordanie) |                                       |
| 18h00 UTC+2      |            | (0 - 2) | 33e Azmoun · 42e (pen.) Hajsafi · 89e Gholizadeh | Spectateurs : 907 Arbitrage : Ma Ning       | Spectateurs : 907 Arbitrage : Ma Ning |
| 18h00 UTC+2      | Ashkar 35e | Rapport |                                                  | Spectateurs : 907 Arbitrage : Ma Ning       | Spectateurs : 907 Arbitrage : Ma Ning |

#### 7ejournée
| 27 janvier 2022 | Liban      | 0 - 1   | Corée du Sud                              | Stade municipal de Sidon, Sidon              |                                              |
| 14h00 UTC+2     |            | (0 - 1) | 45+1e Cho Gue-sung                        | Spectateurs : 5 400 Arbitrage : Ahmed Al-Kaf | Spectateurs : 5 400 Arbitrage : Ahmed Al-Kaf |
| 14h00 UTC+2     | Oumari 59e | Rapport | 36e Jung Woo-young · 45+3e Kim Young-gwon | Spectateurs : 5 400 Arbitrage : Ahmed Al-Kaf | Spectateurs : 5 400 Arbitrage : Ahmed Al-Kaf |

| 27 janvier 2022 | Iran            | 1 - 0   | Irak                  | Stade Azadi, Téhéran                        |                                             |
| 18h00 UTC+3:30  | Taremi 48e      | (0 - 0) |                       | Spectateurs : 9 354 Arbitrage : Chris Beath | Spectateurs : 9 354 Arbitrage : Chris Beath |
| 18h00 UTC+3:30  | Khalilzadeh 85e | Rapport | 35e Ameer · 52e Resan | Spectateurs : 9 354 Arbitrage : Chris Beath | Spectateurs : 9 354 Arbitrage : Chris Beath |

| 27 janvier 2022 | Émirats arabes unis        | 2 - 0   | Syrie | Stade Al-Maktoum, Dubaï                         |                                                 |
| 19h00 UTC+4     | Caio 43e · Al Ghassani 70e | (1 - 0) |       | Spectateurs : 2 450 Arbitrage : Ilgiz Tantashev | Spectateurs : 2 450 Arbitrage : Ilgiz Tantashev |
| 19h00 UTC+4     | Rapport                    |         |       | Spectateurs : 2 450 Arbitrage : Ilgiz Tantashev | Spectateurs : 2 450 Arbitrage : Ilgiz Tantashev |

#### 8ejournée
| 1er février 2022 | Liban                 | 1 - 1   | Irak        | Stade municipal de Sidon, Sidon                 |                                                 |
| 14h00 UTC+2      | Sabra 45+2e           | (1 - 1) | 39e Hussein | Spectateurs : 6 341 Arbitrage : Adham Makhadmeh | Spectateurs : 6 341 Arbitrage : Adham Makhadmeh |
| 14h00 UTC+2      | Melki 26e · Sabra 71e | Rapport | 60e Jassim  | Spectateurs : 6 341 Arbitrage : Adham Makhadmeh | Spectateurs : 6 341 Arbitrage : Adham Makhadmeh |

| 1er février 2022 | Syrie                     | 0 - 2   | Corée du Sud                         | Stade Al-Rashid, Dubaï ( Émirats arabes unis) |                                          |
| 18h00 UTC+4      |                           | (0 - 0) | 53e Kim Jin-su · 71e Kwon Chang-hoon | Spectateurs : 310 Arbitrage : Ryūji Satō      | Spectateurs : 310 Arbitrage : Ryūji Satō |
| 18h00 UTC+4      | Al-Mawas 36e · Midani 50e | Rapport | 40e Hwang In-beom                    | Spectateurs : 310 Arbitrage : Ryūji Satō      | Spectateurs : 310 Arbitrage : Ryūji Satō |

| 1er février 2022 | Iran                                                 | 1 - 0   | Émirats arabes unis          | Stade Azadi, Téhéran                                 |                                                      |
| 18h00 UTC+3:30   | Taremi 44e                                           | (1 - 0) |                              | Spectateurs : 0 (huis-clos) Arbitrage : Ahmed Al-Kaf | Spectateurs : 0 (huis-clos) Arbitrage : Ahmed Al-Kaf |
| 18h00 UTC+3:30   | Ezatolahi 23e · Moharrami 38e, 49e · Jahanbakhsh 84e | Rapport | 84e Al-Zaabi · 90+2e Ramadan | Spectateurs : 0 (huis-clos) Arbitrage : Ahmed Al-Kaf | Spectateurs : 0 (huis-clos) Arbitrage : Ahmed Al-Kaf |

#### 9ejournée
| 24 mars 2022 | Corée du Sud                             | 2 - 0   | Iran           | Stade de la Coupe du monde de Séoul, Séoul   |                                              |
| 20h00 UTC+9  | Son Heung-min 45+2e · Kim Young-gwon 62e | (1 - 0) |                | Spectateurs : 64 375 Arbitrage : Chris Beath | Spectateurs : 64 375 Arbitrage : Chris Beath |
| 20h00 UTC+9  |                                          | Rapport | 73e Nourollahi | Spectateurs : 64 375 Arbitrage : Chris Beath | Spectateurs : 64 375 Arbitrage : Chris Beath |

| 24 mars 2022 | Liban    | 0 - 3   | Syrie                                               | Stade municipal de Sidon, Sidon                       |                                                       |
| 14h00 UTC+2  |          | (0 - 3) | 14e Al Dali · 38e (pen.) Mardikian · 44e Al Marmour | Spectateurs : 5 422 Arbitrage : Abdulrahman Al-Jassim | Spectateurs : 5 422 Arbitrage : Abdulrahman Al-Jassim |
| 14h00 UTC+2  | Zein 71e | Rapport | 43e Al Dali · 77e Hmeisheh · 83e Rihanieh           | Spectateurs : 5 422 Arbitrage : Abdulrahman Al-Jassim | Spectateurs : 5 422 Arbitrage : Abdulrahman Al-Jassim |

| 24 mars 2022 | Irak         | 1 - 0   | Émirats arabes unis                                     | Stade international du Roi-Fahd, Riyad ( Arabie saoudite) |                                         |
| 20h00 UTC+3  | Al-Saedi 53e | (0 - 0) |                                                         | Spectateurs : 1 320 Arbitrage : Ma Ning                   | Spectateurs : 1 320 Arbitrage : Ma Ning |
| 20h00 UTC+3  | Faez 59e     | Rapport | 26e Mabkhout · 56e Marzooq · 65e Abdullah · 90+3e Abbas | Spectateurs : 1 320 Arbitrage : Ma Ning                   | Spectateurs : 1 320 Arbitrage : Ma Ning |

#### 10ejournée
| 29 mars 2022   | Iran                         | 2 - 0   | Liban                  | Stade Imam Réza, Machhad                 |                                          |
| 16h00 UTC+4:30 | Azmoun 35e · Jahanbakhsh 72e | (1 - 0) |                        | Spectateurs : 22 453 Arbitrage : Fu Ming | Spectateurs : 22 453 Arbitrage : Fu Ming |
| 16h00 UTC+4:30 | Ezatolahi 14e                | Rapport | 31e Kdouh · 41e Haidar | Spectateurs : 22 453 Arbitrage : Fu Ming | Spectateurs : 22 453 Arbitrage : Fu Ming |

| 29 mars 2022 | Émirats arabes unis | 1 - 0   | Corée du Sud                           | Stade Al-Maktoum, Dubaï                      |                                              |
| 17h45 UTC+4  | Abdullah 54e        | (0 - 0) |                                        | Spectateurs : 4 223 Arbitrage : Ahmed Al-Kaf | Spectateurs : 4 223 Arbitrage : Ahmed Al-Kaf |
| 17h45 UTC+4  | Ibrahim 90+1e       | Rapport | 86e Jung Woo-young · 90+2e Kim Min-jae | Spectateurs : 4 223 Arbitrage : Ahmed Al-Kaf | Spectateurs : 4 223 Arbitrage : Ahmed Al-Kaf |

| 29 mars 2022 | Syrie            | 1 - 1   | Irak        | Stade Al-Rashid, Dubaï ( Émirats arabes unis) |                                            |
| 17h45 UTC+4  | Al Dali 3e       | (1 - 1) | Hussein 31e | Spectateurs : 3 710 Arbitrage : Ryūji Satō    | Spectateurs : 3 710 Arbitrage : Ryūji Satō |
| 17h45 UTC+4  | 45+2e Al Marmour | Rapport |             | Spectateurs : 3 710 Arbitrage : Ryūji Satō    | Spectateurs : 3 710 Arbitrage : Ryūji Satō |

### Groupe B
| Rang | Équipe          | Pts | J  | G | N | P | Bp | Bc | Diff |  | Résultats (▼ dom., ► ext.) |     |     |     |     |     |     |
| ---- | --------------- | --- | -- | - | - | - | -- | -- | ---- |  | -------------------------- | --- | --- | --- | --- | --- | --- |
| 1    | Arabie saoudite | 23  | 10 | 7 | 2 | 1 | 12 | 6  | +6   |  | Arabie saoudite            |     | 1-0 | 1-0 | 1-0 | 3-2 | 3-1 |
| 2    | Japon           | 22  | 10 | 7 | 1 | 2 | 12 | 4  | +8   |  | Japon                      | 2-0 |     | 2-1 | 0-1 | 2-0 | 1-1 |
| 3    | Australie       | 15  | 10 | 4 | 3 | 3 | 15 | 9  | +6   |  | Australie                  | 0-0 | 0-2 |     | 3-1 | 3-0 | 4-0 |
| 4    | Oman            | 14  | 10 | 4 | 2 | 4 | 11 | 10 | +1   |  | Oman                       | 0-1 | 0-1 | 2-2 |     | 2-0 | 3-1 |
| 5    | Chine           | 6   | 10 | 1 | 3 | 6 | 9  | 19 | -10  |  | Chine                      | 1-1 | 0-1 | 1-1 | 1-1 |     | 3-2 |
| 6    | Viêt Nam        | 4   | 10 | 1 | 1 | 8 | 8  | 19 | -11  |  | Viêt Nam                   | 0-1 | 0-1 | 0-1 | 0-1 | 3-1 |     |

#### 1rejournée
| 2 septembre 2021 | Japon   | 0 - 1   | Oman                      | Stade de football de Suita, Suita, Osaka                        |                                                                 |
| 12h15 (19h15)    |         | (0 - 0) | 88e Al-Sabhi              | Spectateurs : 4 853 Arbitrage : Mohammed Abdulla Hassan Mohamed | Spectateurs : 4 853 Arbitrage : Mohammed Abdulla Hassan Mohamed |
| 12h15 (19h15)    | Ito 36e | Rapport | 27e Fawaz · 64e Al-Harthi | Spectateurs : 4 853 Arbitrage : Mohammed Abdulla Hassan Mohamed | Spectateurs : 4 853 Arbitrage : Mohammed Abdulla Hassan Mohamed |

| 2 septembre 2021 | Australie                        | 3 - 0   | Chine                     | Stade international de Khalifa, Doha ( Qatar) |                                          |
| 21h00 UTC+3      | Mabil 24e · Boyle 26e · Duke 70e | (2 - 0) |                           | Spectateurs : 0 Arbitrage : Ko Hyung-jin      | Spectateurs : 0 Arbitrage : Ko Hyung-jin |
| 21h00 UTC+3      | Hrustic 80e                      | Rapport | 67e Shenchao · 71e Hongbo | Spectateurs : 0 Arbitrage : Ko Hyung-jin      | Spectateurs : 0 Arbitrage : Ko Hyung-jin |

| 2 septembre 2021 | Arabie saoudite                                                | 3 - 1   | Viêt Nam                                | Stade du Roi Saoud Université, Riyad            |                                                 |
| 20h00 UTC+3      | Al-Dawsari 55e (pen.) · Al-Shahrani 67e · Al-Shehri 80e (pen.) | (0 - 1) | 3e Nguyễn Quang Hải                     | Spectateurs : 8 331 Arbitrage : Ilgiz Tantashev | Spectateurs : 8 331 Arbitrage : Ilgiz Tantashev |
| 20h00 UTC+3      |                                                                | Rapport | 43e Vũ Văn Thanh · 49e, 54e Đỗ Duy Mạnh | Spectateurs : 8 331 Arbitrage : Ilgiz Tantashev | Spectateurs : 8 331 Arbitrage : Ilgiz Tantashev |

#### 2ejournée
| 7 septembre 2021 | Viêt Nam | 0 - 1   | Australie | Stade national Mỹ Đình, Hanoï                     |                                                   |
| 19h00 UTC+7      |          | (0 - 1) | 43e Grant | Spectateurs : 0 Arbitrage : Abdulrahman Al-Jassim | Spectateurs : 0 Arbitrage : Abdulrahman Al-Jassim |
| 19h00 UTC+7      | Rapport  |         |           | Spectateurs : 0 Arbitrage : Abdulrahman Al-Jassim | Spectateurs : 0 Arbitrage : Abdulrahman Al-Jassim |

| 7 septembre 2021 | Chine                                  | 0 - 1   | Japon    | Stade international de Khalifa, Doha ( Qatar) |                                             |
| 18h00 UTC+3      |                                        | (0 - 1) | 40e Yuya | Spectateurs : 0 Arbitrage : Nawaf Shukralla   | Spectateurs : 0 Arbitrage : Nawaf Shukralla |
| 18h00 UTC+3      | Wu Xi 67e · Goncalves 69e · Wuan G 81e | Rapport | 57e Ito  | Spectateurs : 0 Arbitrage : Nawaf Shukralla   | Spectateurs : 0 Arbitrage : Nawaf Shukralla |

| 7 septembre 2021 | Oman | 0 - 1   | Arabie saoudite | Complexe Sportif du Sultan Qabus, Mascate    |                                              |
| 20h00 UTC+4      |      | (0 - 1) | 42e Al-Shehri   | Spectateurs : 8 150 Arbitrage : Hanna Hattab | Spectateurs : 8 150 Arbitrage : Hanna Hattab |
| 20h00 UTC+4      |      | Rapport | 58e Al-Malki    | Spectateurs : 8 150 Arbitrage : Hanna Hattab | Spectateurs : 8 150 Arbitrage : Hanna Hattab |

#### 3ejournée
| 7 octobre 2021 | Chine                               | 3 - 2   | Viêt Nam                              | Stade de Charjah, Charjah ( Émirats arabes unis)            |                                                             |
| 21h00 UTC+4    | Zhang Yuning 53e · Wu Lei 75e 90+5e | (0 - 0) | 80e Hồ Tấn Tài · 90e Nguyễn Tiến Linh | Spectateurs : 0 Arbitrage : Mohammed Abdulla Hassan Mohamed | Spectateurs : 0 Arbitrage : Mohammed Abdulla Hassan Mohamed |
| 21h00 UTC+4    | Wei Shihao 85e                      | Rapport | 66e Lương Xuân Trường                 | Spectateurs : 0 Arbitrage : Mohammed Abdulla Hassan Mohamed | Spectateurs : 0 Arbitrage : Mohammed Abdulla Hassan Mohamed |

| 7 octobre 2021 | Arabie saoudite | 1 - 0   | Japon | Stade Roi-Abdallah, Djeddah                      |                                                  |
| 20h00 UTC+3    | Al-Buraikan 71e | (0 - 0) |       | Spectateurs : 51 218 Arbitrage : Adham Makhadmeh | Spectateurs : 51 218 Arbitrage : Adham Makhadmeh |
| 20h00 UTC+3    | Rapport         |         |       | Spectateurs : 51 218 Arbitrage : Adham Makhadmeh | Spectateurs : 51 218 Arbitrage : Adham Makhadmeh |

| 7 octobre 2021 | Australie                       | 3 - 1   | Oman                             | Stade international de Khalifa, Doha ( Qatar) |                                             |
| 21h30 UTC+3    | Mabil 9e · Boyle 49e · Duke 89e | (1 - 1) | 28e R. Al-Alawi                  | Spectateurs : 0 Arbitrage : Nawaf Shukralla   | Spectateurs : 0 Arbitrage : Nawaf Shukralla |
| 21h30 UTC+3    | Grant 31e · Irvine 78e          | Rapport | 39e R. Al-Alawi · 58e Al Busaidi | Spectateurs : 0 Arbitrage : Nawaf Shukralla   | Spectateurs : 0 Arbitrage : Nawaf Shukralla |

#### 4ejournée
| 12 octobre 2021 | Japon                        | 2 - 1   | Australie                   | Stade Saitama 2002, Saitama                            |                                                        |
| 19h14 UTC+9     | Tanaka 8e · Behich 85e (csc) | (1 - 0) | 70e Hrustic                 | Spectateurs : 14 437 Arbitrage : Abdulrahman Al-Jassim | Spectateurs : 14 437 Arbitrage : Abdulrahman Al-Jassim |
| 19h14 UTC+9     | Morita 68e                   | Rapport | 63e Eraltay · 90+3e Souttar | Spectateurs : 14 437 Arbitrage : Abdulrahman Al-Jassim | Spectateurs : 14 437 Arbitrage : Abdulrahman Al-Jassim |

| 12 octobre 2021 | Arabie saoudite                    | 3 - 2   | Chine                   | Stade Roi-Abdallah, Djeddah                      |                                                  |
| 20h00 UTC+3     | Al-Najei 15e 38e · Al-Buraikan 72e | (2 - 0) | 46e Aloísio · 87e Wu Xi | Spectateurs : 54 124 Arbitrage : Ilgiz Tantashev | Spectateurs : 54 124 Arbitrage : Ilgiz Tantashev |
| 20h00 UTC+3     | Rapport                            |         |                         | Spectateurs : 54 124 Arbitrage : Ilgiz Tantashev | Spectateurs : 54 124 Arbitrage : Ilgiz Tantashev |

| 12 octobre 2021 | Oman                                                   | 3 - 1   | Viêt Nam                             | Complexe Sportif du Sultan Qabus, Mascate       |                                                 |
| 20h00 UTC+4     | Al-Sabhi 45+1e · Al-Khaldi 49e · Al-Yahyaei 63e (pen.) | (1 - 1) | 39e Nguyễn Tiến Linh                 | Spectateurs : 9 123 Arbitrage : Adham Makhadmeh | Spectateurs : 9 123 Arbitrage : Adham Makhadmeh |
| 20h00 UTC+4     | Al Habsi 38e                                           | Rapport | 63e Đỗ Duy Mạnh · 90+3e Quế Ngọc Hải | Spectateurs : 9 123 Arbitrage : Adham Makhadmeh | Spectateurs : 9 123 Arbitrage : Adham Makhadmeh |

#### 5ejournée
| 11 novembre 2021 | Australie   | 0 - 0   | Arabie saoudite              | Western Sydney Stadium, Sydney                |                                               |
| 20h10 UTC+11     |             | (0 - 0) |                              | Spectateurs : 23 314 Arbitrage : Ko Hyung-jin | Spectateurs : 23 314 Arbitrage : Ko Hyung-jin |
| 20h10 UTC+11     | Nabbout 89e | Rapport | 57e Al-Amri · 62e Al-Bulaihi | Spectateurs : 23 314 Arbitrage : Ko Hyung-jin | Spectateurs : 23 314 Arbitrage : Ko Hyung-jin |

| 11 novembre 2021 | Viêt Nam           | 0 - 1   | Japon      | Stade national Mỹ Đình, Hanoï                                    |                                                                  |
| 19h00 UTC+7      |                    | (0 - 1) | 17e Ito    | Spectateurs : 11 022 Arbitrage : Mohammed Abdulla Hassan Mohamed | Spectateurs : 11 022 Arbitrage : Mohammed Abdulla Hassan Mohamed |
| 19h00 UTC+7      | Nguyễn Tuấn Anh 8e | Rapport | 85e Morita | Spectateurs : 11 022 Arbitrage : Mohammed Abdulla Hassan Mohamed | Spectateurs : 11 022 Arbitrage : Mohammed Abdulla Hassan Mohamed |

| 11 novembre 2021 | Chine             | 1 - 1   | Oman          | Stade de Charjah, Charjah ( Émirats arabes unis) |                                                  |
| 19h00 UTC+4      | Wu Lei 21e        | (1 - 0) | 75e Al-Harthi | Spectateurs : 1 700 Arbitrage : Sivakorn Pu-Udom | Spectateurs : 1 700 Arbitrage : Sivakorn Pu-Udom |
| 19h00 UTC+4      | Linpeng Zhang 17e | Rapport | 90+5e Jouhar  | Spectateurs : 1 700 Arbitrage : Sivakorn Pu-Udom | Spectateurs : 1 700 Arbitrage : Sivakorn Pu-Udom |

#### 6ejournée
| 16 novembre 2021 | Viêt Nam | 0 - 1   | Arabie saoudite                | Stade national Mỹ Đình, Hanoï                |                                              |
| 19h00 UTC+7      | | (0 - 1) | 31e Al-Shehri                  | Spectateurs : 9 669 Arbitrage : Hanna Hattab | Spectateurs : 9 669 Arbitrage : Hanna Hattab |
| 19h00 UTC+7      | Nguyễn Công Phượng 9e · Quế Ngọc Hải 39e · Nguyễn Tuấn Anh 60e · Nguyễn Thành Chung 81e · Nguyễn Văn Toàn 85e · Phan Văn Đức 86e | Rapport | 38e Al-Faraj · 68e Al-Muwallad | Spectateurs : 9 669 Arbitrage : Hanna Hattab | Spectateurs : 9 669 Arbitrage : Hanna Hattab |

| 16 novembre 2021 | Chine                      | 1 - 1   | Australie                   | Stade de Charjah, Charjah ( Émirats arabes unis) |                                                 |
| 19h00 UTC+4      | Wu Lei 71e (pen.)          | (0 - 1) | 38e Duke                    | Spectateurs : 1 050 Arbitrage : Adham Makhadmeh  | Spectateurs : 1 050 Arbitrage : Adham Makhadmeh |
| 19h00 UTC+4      | Aloísio 41e · Yuning 90+4e | Rapport | 50e Hrustic · 90+4e Degenek | Spectateurs : 1 050 Arbitrage : Adham Makhadmeh  | Spectateurs : 1 050 Arbitrage : Adham Makhadmeh |

| 16 novembre 2021 | Oman           | 0 - 1   | Japon    | Complexe Sportif du Sultan Qabus, Mascate     |                                               |
| 20h00 UTC+4      |                | (0 - 0) | 81e Ito  | Spectateurs : 14 123 Arbitrage : Ko Hyung-jin | Spectateurs : 14 123 Arbitrage : Ko Hyung-jin |
| 20h00 UTC+4      | Al Saadi 90+2e | Rapport | 55e Endo | Spectateurs : 14 123 Arbitrage : Ko Hyung-jin | Spectateurs : 14 123 Arbitrage : Ko Hyung-jin |

#### 7ejournée
| 27 janvier 2022 | Australie                                             | 4 - 0   | Viêt Nam                              | Melbourne Rectangular Stadium, Melbourne      |                                               |
| 20h10 UTC+11    | Maclaren 30e · Rogić 45+2e · Goodwin 72e · McGree 76e | (2 - 0) |                                       | Spectateurs : 27 740 Arbitrage : Ko Hyung-jin | Spectateurs : 27 740 Arbitrage : Ko Hyung-jin |
| 20h10 UTC+11    | Leckie 45e                                            | Rapport | 24e Phạm Xuân Mạnh · 34e Phan Văn Đức | Spectateurs : 27 740 Arbitrage : Ko Hyung-jin | Spectateurs : 27 740 Arbitrage : Ko Hyung-jin |

| 27 janvier 2022 | Japon                     | 2 - 0   | Chine      | Stade Saitama 2002, Saitama                            |                                                        |
| 19h00 UTC+9     | Yuya 13e (pen.) · Ito 61e | (1 - 0) |            | Spectateurs : 11 753 Arbitrage : Abdulrahman Al-Jassim | Spectateurs : 11 753 Arbitrage : Abdulrahman Al-Jassim |
| 19h00 UTC+9     |                           | Rapport | 35e Wu Lei | Spectateurs : 11 753 Arbitrage : Abdulrahman Al-Jassim | Spectateurs : 11 753 Arbitrage : Abdulrahman Al-Jassim |

| 27 janvier 2022 | Arabie saoudite | 1 - 0   | Oman            | Stade Roi-Abdallah, Djeddah                      |                                                  |
| 20h15 UTC+3     | Al-Buraikan 48e | (0 - 0) |                 | Spectateurs : 47 364 Arbitrage : Nawaf Shukralla | Spectateurs : 47 364 Arbitrage : Nawaf Shukralla |
| 20h15 UTC+3     | al-Shahrani 24e | Rapport | 22e A. Al-Alawi | Spectateurs : 47 364 Arbitrage : Nawaf Shukralla | Spectateurs : 47 364 Arbitrage : Nawaf Shukralla |

#### 8ejournée
| 1er février 2022 | Japon                  | 2 - 0   | Arabie saoudite             | Stade Saitama 2002, Saitama                   |                                               |
| 19h14 UTC+9      | Minamino 32e · Ito 50e | (1 - 0) |                             | Spectateurs : 19 118 Arbitrage : Ko Hyung-jin | Spectateurs : 19 118 Arbitrage : Ko Hyung-jin |
| 19h14 UTC+9      | Itakura 21e            | Rapport | 4e Al-Bulaihi · 74e Bahebri | Spectateurs : 19 118 Arbitrage : Ko Hyung-jin | Spectateurs : 19 118 Arbitrage : Ko Hyung-jin |

| 1er février 2022 | Viêt Nam                                                | 3 - 1   | Chine                               | Stade national Mỹ Đình, Hanoï                   |                                                 |
| 19h00 UTC+7      | Hồ Tấn Tài 9e · Nguyễn Tiến Linh 16e · Phan Văn Đức 76e | (2 - 0) | 90+7e Xu Xin                        | Spectateurs : 6 099 Arbitrage : Nawaf Shukralla | Spectateurs : 6 099 Arbitrage : Nawaf Shukralla |
| 19h00 UTC+7      | Hồ Tấn Tài 45+2e                                        | Rapport | 5e Wu Xi · 35e Aloísio · 43e Xu Xin | Spectateurs : 6 099 Arbitrage : Nawaf Shukralla | Spectateurs : 6 099 Arbitrage : Nawaf Shukralla |

| 1er février 2022 | Oman                        | 2 - 2   | Australie                      | Complexe Sportif du Sultan Qabus, Mascate                               |                                                                         |
| 20h00 UTC+4      | Fawaz 54e 89e (pen.)        | (0 - 1) | 15e (pen.) Maclaren · 79e Mooy | Spectateurs : 0 (huis-clos) Arbitrage : Mohammed Abdulla Hassan Mohamed | Spectateurs : 0 (huis-clos) Arbitrage : Mohammed Abdulla Hassan Mohamed |
| 20h00 UTC+4      | Durbin 4e · Al-Rushaidi 14e | Rapport | 63e Karačić                    | Spectateurs : 0 (huis-clos) Arbitrage : Mohammed Abdulla Hassan Mohamed | Spectateurs : 0 (huis-clos) Arbitrage : Mohammed Abdulla Hassan Mohamed |

#### 9ejournée
| 24 mars 2022 | Australie                    | 0 - 2   | Japon            | Stadium Australia, Sydney                        |                                                  |
| 20h10 UTC+11 |                              | (0 - 0) | 89e 90+4e Mitoma | Spectateurs : 41 852 Arbitrage : Nawaf Shukralla | Spectateurs : 41 852 Arbitrage : Nawaf Shukralla |
| 20h10 UTC+11 | Metcalfe 15e · Stensness 54e | Rapport | 10e Nagatomo     | Spectateurs : 41 852 Arbitrage : Nawaf Shukralla | Spectateurs : 41 852 Arbitrage : Nawaf Shukralla |

| 24 mars 2022 | Viêt Nam                                        | 0 - 1   | Oman           | Stade national Mỹ Đình, Hanoï                |                                              |
| 19h00 UTC+7  |                                                 | (0 - 0) | 65e Al-Hajri   | Spectateurs : 6 923 Arbitrage : Hanna Hattab | Spectateurs : 6 923 Arbitrage : Hanna Hattab |
| 19h00 UTC+7  | Nguyễn Thành Chung 16e · Bùi Hoàng Việt Anh 77e | Rapport | 90+1e Al-Kaabi | Spectateurs : 6 923 Arbitrage : Hanna Hattab | Spectateurs : 6 923 Arbitrage : Hanna Hattab |

| 24 mars 2022 | Chine                                         | 1 - 1   | Arabie saoudite | Stade de Charjah, Charjah ( Émirats arabes unis)              |                                                               |
| 19h00 UTC+4  | Zhu Chenjie 82e (pen.)                        | (0 - 1) | 45+1e Al-Shehri | Spectateurs : 200 Arbitrage : Mohammed Abdulla Hassan Mohamed | Spectateurs : 200 Arbitrage : Mohammed Abdulla Hassan Mohamed |
| 19h00 UTC+4  | Junmin 24e · Zhu Chenjie 39e · Yu Dabao 90+1e | Rapport | 60e Al-Amri     | Spectateurs : 200 Arbitrage : Mohammed Abdulla Hassan Mohamed | Spectateurs : 200 Arbitrage : Mohammed Abdulla Hassan Mohamed |

#### 10ejournée
| 29 mars 2022 | Japon         | 1 - 1   | Viêt Nam              | Stade Saitama 2002, Saitama                      |                                                  |
| 19h35 UTC+4  | Yoshida 55e   | (0 - 1) | Nguyễn Thanh Bình 19e | Spectateurs : 44 600 Arbitrage : Ilgiz Tantashev | Spectateurs : 44 600 Arbitrage : Ilgiz Tantashev |
| 19h35 UTC+4  | Shibasaki 49e | Rapport | 90+2e Hà Đức Chinh    | Spectateurs : 44 600 Arbitrage : Ilgiz Tantashev | Spectateurs : 44 600 Arbitrage : Ilgiz Tantashev |

| 29 mars 2022 | Oman                        | 2 - 0   | Chine                                | Complexe Sportif du Sultan Qabus, Mascate    |                                              |
| 20h00 UTC+4  | A. Al-Alawi 12e · Fawaz 74e | (1 - 0) |                                      | Spectateurs : 2 500 Arbitrage : Ko Hyung-jin | Spectateurs : 2 500 Arbitrage : Ko Hyung-jin |
| 20h00 UTC+4  | Al-Habsi 78e                | Rapport | 47e Zhang Linpeng · 58e Zhang Yuning | Spectateurs : 2 500 Arbitrage : Ko Hyung-jin | Spectateurs : 2 500 Arbitrage : Ko Hyung-jin |

| 29 mars 2022 | Arabie saoudite       | 1 - 0   | Australie | Stade Roi-Abdallah, Djeddah                      |                                                  |
| 21h00 UTC+3  | Al-Dawsari 65e (pen.) | (0 - 0) |           | Spectateurs : 51 433 Arbitrage : Adham Makhadmeh | Spectateurs : 51 433 Arbitrage : Adham Makhadmeh |
| 21h00 UTC+3  | Rapport               |         |           | Spectateurs : 51 433 Arbitrage : Adham Makhadmeh | Spectateurs : 51 433 Arbitrage : Adham Makhadmeh |